# Cacyreus ghimirra
Cacyreus ghimirra är en fjärilsart som beskrevs av Talbot 1935. Cacyreus ghimirra ingår i släktet Cacyreus och familjen juvelvingar. Inga underarter finns listade i Catalogue of Life.